# Stanisław Żółkiewski
Stanisław Żółkiewski (nabij Lviv, 1547 - Cecora (Moldavië), 7 oktober 1620) was een Poolse edelman en grootkroonhetman. Tevens diende hij als de grootkanselier van Polen.

## Biografie

### Vroege carrière
Stanisław Żółkiewski werd in 1547 geboren als de zoon van Stanisław Żółkiewski, woiwode van Roethenië, en Zofia Lipska. Hij verkreeg zijn scholing aan een kathedraalschool in Lviv. In 1566 ging hij deel uitmaken van de hofhouding van koning Sigismund II August van Polen als de hulp van de secretaris van de koning, Jan Zamoyski. Zeven jaar later ondernam Żółkiewski een diplomatieke missie naar Frankrijk om kennis te maken met de nieuw gekozen koning van Polen: Hendrik van Valois. Op de terugreis werd hij langs Wenen gestuurd om de Habsburgers gunstig te stemmen.
Onder koning Stefanus Báthory verkreeg Żółkiewski zijn eerste militaire aanstelling tijdens de Opstand van Danzig en leidde hij een rotta van Poolse huzaren. Ook vocht hij onder diens leiding mee in de Lijflandse Oorlog, onder meer in het beleg van Pskov. Żółkiewski bleef een bondgenoot van de Zamoyski-familie en steunde hij hen in hun conflict met de familie Zborowski. Hij was verantwoordelijk voor de arrestatie van Samuel Zborowski in de nacht van 11 op 12 mei 1584. Vier jaar later vocht Żółkiewski in de Poolse Successieoorlog voor de factie van Sigismund III van Polen. In de Slag bij Byczyna voerde hij de rechterflank van het leger aan. Tijdens de slag raakte hij gewond aan zijn knie die hem voor de rest van zijn leven verlamd zou houden. Voor zijn verdiensten tijdens deze slag werd hij benoemd tot veldkroonhetman en starost van Hrubieszów.

### Veldkroonhetman
Kort nadat Żółkiewski tot veldkroonhetman was benoemd werd hij naar Oekraïne gestuurd om een invasie van Tataren te stoppen. Ook participeerde hij in 1595 bij de Moldavische campagne en vocht hij aan de zijde van Jan Zamoyski in de Slag bij Cecora. Een jaar later wist hij de opstandige kozakken onder leiding van Severyn Nalyvaiko te verslaan. Vanaf 1601 opereerde Żółkiewski in het noorden gedurende de Pools-Zweedse Oorlog en nam hij deel aan het Beleg van Wolmar en het Beleg van Fellin. Hij wist een belangrijke overwinning op de Zweden te halen in het Beleg van Weissenstein. Aan het einde van de veldtocht werd Żółkiewski ziek en moest hij het commando over zijn troepen afstaan aan Jan Karol Chodkiewicz.

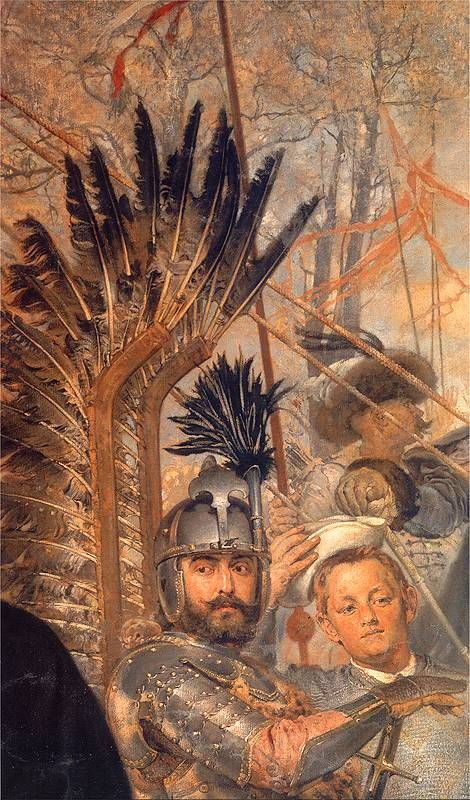
Stanisław Żółkiewski op het schilderij van Jan Matejko over het beleg van Pskov

In 1606 keerde Żółkiewski terug naar Oekraïne waar hij de Tataren wist te verslaan in de Slag bij Udycz. Later dat jaar steunde hij zijn koning in de Opstand van Zebrzydowski. Hij nam deel aan de Slag bij Guzów waarbij de opstandelingen werden verslagen, maar Żółkiewski wist onvoldoende indruk te maken om het door hem gewenste grootkroonhetmanschap te verkrijgen. Hij werd wel benoemd tot woiwode van Kiev. Vanaf 1609 nam hij deel aan de Pools-Russische Oorlog. Hij steunde de verkiezing van Wladislaus Wasa voor tsaar van Rusland en het idee van een personele unie tussen het Gemenebest en Rusland. In 1610 wist Żółkiewski een grote overwinning te behalen op de Russen en de Zweden in de Slag bij Kloesjino. Door deze overwinning kon hij Moskou veroveren en tsaar Vasili IV van Rusland en diens broers gevangennemen.
Na zijn terugkeer uit Moskou schreef hij zijn memoires over de oorlog op en deze werden in 1612 gepubliceerd. In datzelfde jaar werd hij ook de leermeester van Stanisław Koniecpolski, de latere grootkroonhetman. Ook keerde hij wederom terug naar Oekraïne om te vechten tegen de Tataren en Moldaviërs.

### Laatste jaren
In de laatste jaren van zijn leven taande de populariteit van Żółkiewski. Er werd hem het nodige verweten, waaronder het niet bijstaan van Koniecpolski in de verloren Slag bij Orynin. Toch verkreeg hij in 1618 zijn Bulawa en werd hij benoemd tot grootkroonhetman en grootkanselier van Polen. Ondanks zijn al hoge leeftijd bleef hij als militair commandant op het veld dienen. Op 7 oktober 1620 sneuvelde hij tijdens de Slag bij Cecora tegen de Ottomanen. Na de slag werd zijn lichaam ontdaan van het hoofd en werd het meegenomen naar Constantinopel als een oorlogstrofee. Zijn weduwe kocht zijn lijk en betaalde losgeld voor hun zoon die tijdens de slag gevangen was genomen. Żółkiewski werd begraven in de Sint-Laurentiuskerk in Zjovkva waar Żółkiewski verantwoordelijk was geweest voor de bouw van het plaatselijke kasteel.

## Nalatenschap
Op de plek waar Żółkiewski overleed richtte zijn zoon Jan in 1621 een monument. In 1868 werd het gesloopt om vervolgens in 1912 weer herbouwd te worden. Het monument werd in 2003 gerenoveerd.
- Bibliothèque nationale de France: cb12412165p (data)
- Gemeinsame Normdatei: 118955268
- International Standard Name Identifier: 0000 0001 0890 6278
- Library of Congress Control Number: n85084042
- Nationale Bibliotheek van Tsjechië: js2016935266
- Nationale Bibliotheek van Israël: 987007280715105171
- Nederlandse Thesaurus van Auteursnamen: 306011379
- Système universitaire de documentation: 066862760
- Virtual International Authority File: 40177805
- WorldCat: E39PBJr7VxJ7C8yJhhw9QXPCwC